# Aage Hansen (motociclista)
Aage Hansen (Oslo, Noruega; 13 de abril de 1935-Asker, 15 de noviembre de 2023) fue un piloto de motocicletas noruego, que competía en la categoría speedway.

## Carrera
A nivel nacional logró ser campeón de Noruega en siete ocasiones, lo que hizo que terminara en el equipo Ipswich Witches del campeonato británico.
A nivel internacional llegó a competir en el Speedway World Championship de 1957 celebrado en Londres, Inglaterra; a pesar de recientemente haberse recuperado de una rodilla dislocada, terminando en el lugar 12 en ese evento.

## Logros
- Campeonato de Noruega de Speedway (7): 1956, 1957, 1958, 1959, 1960, 1961, 1963